# Climat de la Seine-Maritime
Située en bordure de la Manche et en position de promontoire par rapport aux vents d'ouest, la Seine-Maritime présente, surtout dans sa partie nord-ouest, un climat océanique bien marqué: températures régulières et douces par rapport à la latitude, une météo changeante, des pluies fines, assez abondantes et régulièrement réparties en toutes saisons avec une prédominance d'automne. Les vagues de froid ou de chaleur sont généralement modérées. Le sud et l'est du département connaissent déjà des températures moins régulières et une ambiance plus calme qui annoncent le climat du bassin parisien. Le relief et la proximité de la côte permettent de distinguer les zones suivantes :
- La côte du pays de Caux, sur une bande littorale d'une dizaine de km du Havre à Fécamp, un peu moins large vers Saint-Valery-en-Caux et Dieppe, c'est la zone où le climat océanique est le mieux marqué. En janvier, les températures moyennes sont comprises entre 4 °C et 5 °C environ, les plus douces étant au pied des falaises ou dans les valleuses abritées. Le Havre a une moyenne d'août de 17 °C, Fécamp et Dieppe 16,5 °C environ. Le gel survient moins de 20 jours par an et la chaleur est rare. Le vent est régulier et très présent, les tempêtes associées aux perturbations sont fréquentes surtout en automne et en hiver. La pluviométrie est comprise entre 700 et 900 mm par an.

- Un peu à l'est de cette zone, le climat de l'intérieur du pays de Caux est légèrement plus glacial avec un nombre de jours de gel compris entre 40 et 60 jours et les hivers qui deviennent un peu plus froids, entre −4 °C et −6 °C en janvier. Les neiges sont plus abondantes et comprises entre 90 et 120 mm par an, en particulier sur un axe qui va de Goderville à Yvetot. Comme près du littoral, le vent balaie régulièrement la plaine.

- La vallée de la Seine, de Caudebec-en-Caux à Rouen, connait un climat plus abrité avec une pluviométrie annuelle d'environ 700 mm. Le nombre de jours de gel est de l'ordre de 50 par an. Les températures sont un peu plus élevées que dans l'intérieur du pays de Caux, surtout en été. Le vent est moins présent que sur la côte et dans la région rouennaise le nombre de jours de brouillard est nettement plus élevé que sur le littoral. La station de Rouen-Boos peut difficilement être prise pour référence pour cette zone car elle se situe à plus de 100 m au-dessus de la vallée et de ce fait est plus froide de 0,6 °C environ.

- Le pays de Bray a une altitude moins élevée que le pays de caux. C'est une vallée protégée. Le climat océanique devient plus sec du nord vers le sud. 3 °C environ en janvier, l'été est assez semblable en moyenne. Les pluies sont un peu moins abondantes que dans le pays de Caux, de 700 à 900 mm annuels.Par exemple il y a environ 1500 heures de soleil par an à Forges les eaux contre 1750 heures par an a Gournay en bray ou les été sont plus chauds d environ 2 degrés.